# Anthia duodecimguttata
Anthia duodecimguttata, también conocido como carábido gigante de doce puntos, es una especie de escarabajo del género Anthia, familia Carabidae. Fue descrita científicamente por Bonelli en 1813.

## Distribución geográfica
Habita en Egipto, Israel, Palestina, Irak, Arabia Saudita, Kuwait, Emiratos Árabes, Omán, Yemen e Irán.